# Guineu voladora de l'illa Makira
La guineu voladora de l'illa Makira (Pteropus cognatus) és una espècie de ratpenat de la família dels pteropòdids. És endèmica de l'illa Makira (Salomó). El seu hàbitat natural són les àrees amb arbres fruiters. Està amenaçada per la caça i la destrucció d'hàbitat per l'agricultura i la tala d'arbres.